# Platycis cosnardi
Platycis cosnardi är en skalbaggsart som först beskrevs av Louis Alexandre Auguste Chevrolat 1829.  Platycis cosnardi ingår i släktet Platycis, och familjen rödvingebaggar. Enligt den svenska rödlistan är arten sårbar i Sverige. Arten förekommer i Götaland. Artens livsmiljö är skogslandskap, jordbrukslandskap, stadsmiljö.